# Jules Hardouin-Mansart

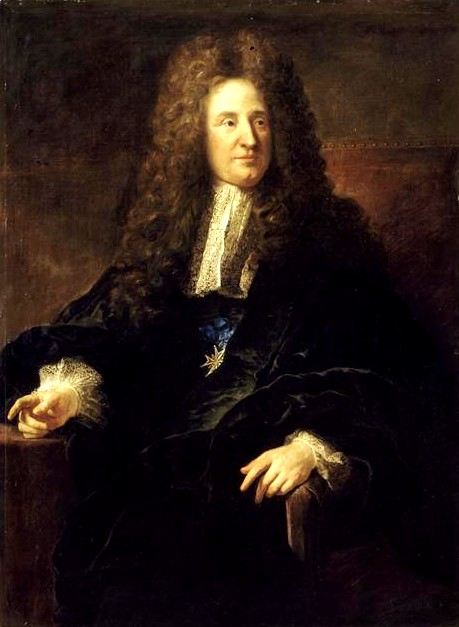
Jules Hardouin-Mansart. Målning av François de Troy från år 1699.

Jules Hardouin-Mansart, född 16 april 1646 i Paris, död 11 maj 1708 i Marly-le-Roi, var en fransk arkitekt.
Hardouin-Mansart utvidgade Versailles till världens största och mest praktfulla slott. Därutöver har han bland annat ritat Hôtel des Invalides i Paris. Hardouin-Mansart finns representerad vid bland annat Nationalmuseum i Stockholm.